# Nesa Nayanar
Nesa Nayanar, también conocida como Sivanesa Nayanar, Neca Nayanar, Necha nayanar, Nesanar, Nesar y Nesan (Necan), era una santa Nayanar, venerada en la secta hindú del Shaivismo. Generalmente se lo cuenta como el quincuagésimo noveno en la lista de 63 Nayanars Nesa Nayanar es descrita como una tejedora, que siempre estaba absorta en recordar a su dios patrón Shiva y regalar ropa que tejía a los devotos de la deidad.

## Vida
La vida de Nesa Nayanar se describe en el Periya Puranam de Sekkizhar  del siglo XII, que es una hagiografía de los 63 nayanars. Sekkizhar dedica cinco estrofas que describen la vida del santo nayanar.
Nesa Nayanar nació en Kampili (Kambili). Kambili se encuentra ahora en el distrito de Bellary, en el estado indio de Karnataka. Se dice que Nesa Nayanar nació en Kampili, pero se trasladó a Koorai Nadu, en el actual Mayiladuthurai, ahora situado en el estado de Tamil Nadu.
Nesa Nayanar era una Saliyar, miembro de la casta Saliya. Su familia y Nesa Nayanar practicaban el oficio tradicional de tejedora. Era una devota de Shiva, el dios patrón del Shaivismo. Se dice que su mente siempre está concentrada en Shiva. Nesa Nayanar solía cantar continuamente el mantra Panchakshara en honor de Shiva. Tejía ropa, piezas cortadas, así como Kowpeenams o taparrabos. Aunque no era rica, Nesa Nayanar solía donar generosamente ropa a los devotos de Shiva. Sus actos resultaron a favor de Shiva. Por su gracia, Nesa Nayanar llegó a Kailash, la morada del dios después de la muerte.
Swami Sivananda cita a Nesa Nayanar para explicar la importancia de la práctica de Japa, que implica la repetición de un mantra o el nombre de una deidad elegida. Sivananda también sugiere que el Nayanar practicó el  Yoga de Síntesis, que consiste en combinar cuatro tipos de yoga: karma (acciones), bhakti (devoción), jnana (conocimiento) y Raja yoga (forma de meditación) - como un medio para alcanzar a Dios.

## Recuerdo

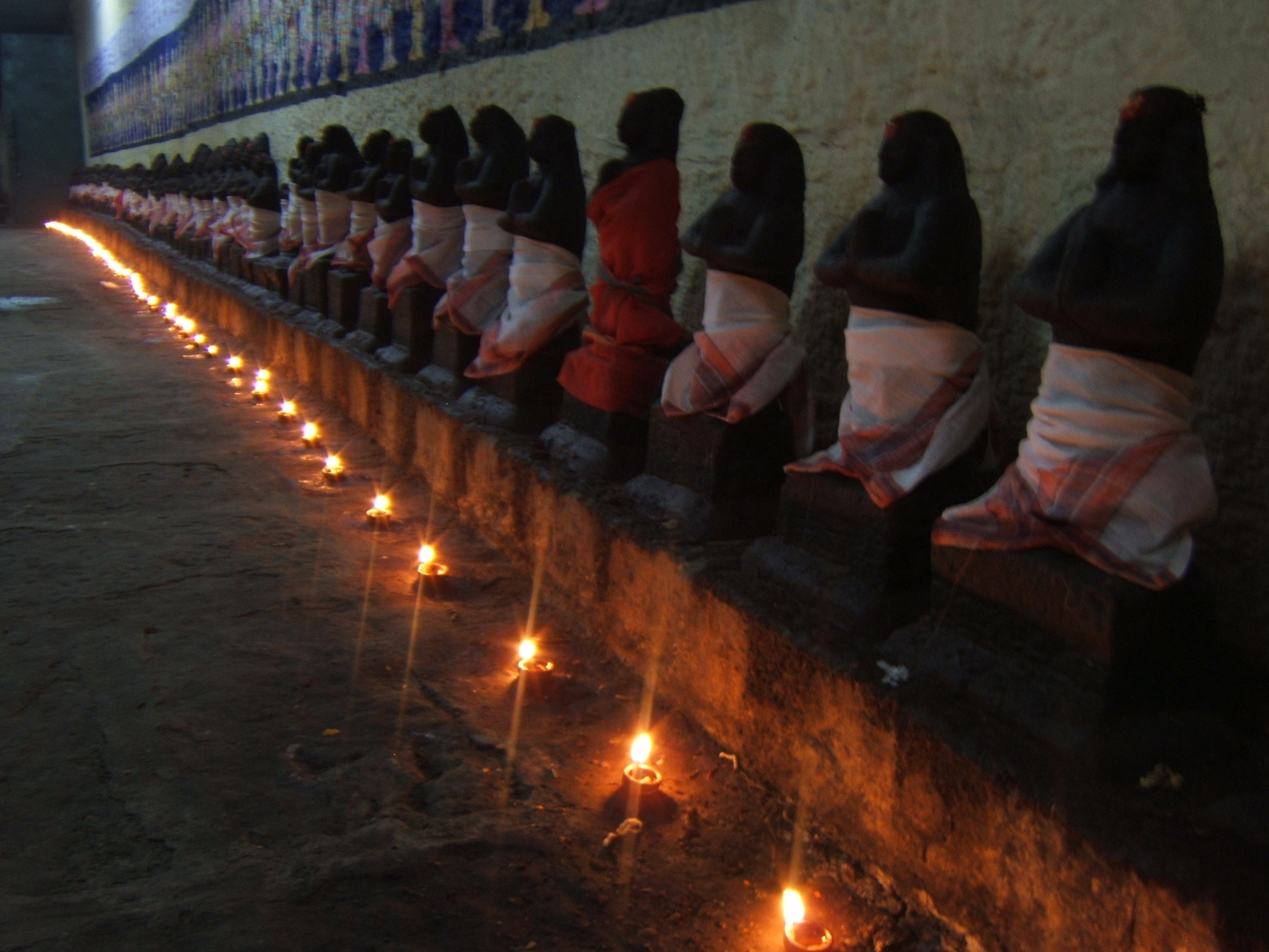
Las imágenes de los nayanars se encuentran en muchos templos Shiva en Tamil Nadu

Uno de los Nayanars más prominentes, Sundarar (siglo VIII) venera a Nesa Nayanar en el Tiruthonda Thogai, un himno a los santos de Nayanar.
Nesa Nayanar es adorada especialmente en el mes tamil de Panguni, cuando la luna entra en el Rohini nakshatra (mansión lunar). Los tejedores de Koorai Nadu en Mayiladuthurai lo adoran especialmente en este día. Se dice que un templo en Koorai Nadu tiene imágenes de los hijos de Shiva, Ganesha y Kartikeya, que fueron traídos por Nesa Nayanar al lugar.
En representaciones como parte de los Nayanar, Nesa Nayanar es representada con las manos cruzadas. En representaciones individuales de su vida, el Nayanar es representado distribuyendo prendas de vestir a los devotos de Shiva o como absorta en el tejido. Recibe culto colectivo como parte de los 63 Nayanars. Sus íconos y breves relatos de sus hazañas se encuentran en muchos templos de Shiva en Tamil Nadu. Sus imágenes se sacan en procesión en los festivales.